# Sejmik Województwa Pomorskiego
Sejmik Województwa Pomorskiego – organ stanowiący i kontrolny samorządu województwa pomorskiego. Istnieje od 1998 roku. Obecna, VII kadencja Sejmiku, trwa w latach 2024–2029.
Sejmik Województwa Pomorskiego składa się z 33 radnych, wybieranych w województwie pomorskim w wyborach bezpośrednich na kadencje trwające 5 lat (w latach 1998–2018 kadencja trwała 4 lata).
Siedzibą sejmiku województwa jest Gdańsk.
Przewodniczącym Sejmiku Województwa Pomorskiego jest Jan Kleinszmidt, a marszałkiem województwa pomorskiego Mieczysław Struk.

## Wybory do Sejmiku
Radni do Sejmiku Województwa Pomorskiego są wybierani w wyborach co 5 lat (do 2018 co 4) w pięciu okręgach wyborczych, które nie mają swoich oficjalnych nazw. Zasady i tryb przeprowadzenia wyborów określa odrębna ustawa. Skrócenie kadencji sejmiku może nastąpić w drodze referendum wojewódzkiego.
| Okręg | Liczba radnych | Miasta na prawach powiatu | Powiaty                                                |
| ----- | -------------- | ------------------------- | ------------------------------------------------------ |
| 1     | 7              | Słupsk                    | bytowski, chojnicki, człuchowski, lęborski, słupski    |
| 2     | 8              | Gdynia, Sopot             | pucki, wejherowski                                     |
| 3     | 6              | Gdańsk                    | brak                                                   |
| 4     | 7              | brak                      | gdański, kartuski, kościerski, starogardzki            |
| 5     | 5              | brak                      | kwidzyński, malborski, nowodworski, sztumski, tczewski |

## Organizacja Sejmiku
Sejmik tworzy 33 radnych, wybierających spośród siebie przewodniczącego i 3 wiceprzewodniczących. Radni pracują w tematycznych komisjach stałych i doraźnych. Komisje stałe:
Komisja Budżetu i Finansów
Komisja Nauki, Edukacji, Kultury i Sportu
Komisja Ochrony Środowiska
Komisja Rewizyjna
Komisja Rolnictwa, Gospodarki Żywnościowej i Rozwoju Obszarów Wiejskich
Komisja Samorządu Terytorialnego
Komisja Strategii Rozwoju i Polityki Przestrzennej
Komisja Współpracy Międzyregionalnej i Zagranicznej
Komisja Zdrowia, Polityki Społecznej i Rodziny

## Radni Sejmiku (stany na koniec kadencji)

### I kadencja (1998–2002)
SLD: 16 
     PS: 2 
     UW: 5 
     AWS: 27 
Lista radnych
Wybrani z list Akcji Wyborczej Solidarność:
- Krzysztof Adamczyk (Ruch Społeczny lub niezależny), Józef Bela (RS lub niezależny), Mirosław Ciechanowski (Liga Polskich Rodzin), Jerzy Fijas (Platforma Obywatelska), Małgorzata Gładysz (PO), Grzegorz Grzelak (PO), Jerzy Grzywacz (PO), Tadeusz Haase (PO), Zofia Kałdońska (RS lub niezależna, ew. Stronnictwo Konserwatywno-Ludowe – Ruch Nowej Polski), Benedykt Karczewski (Zjednoczenie Chrześcijańsko-Narodowe), Kazimierz Klawiter (Prawo i Sprawiedliwość), Tadeusz Kobiela (PO), Edmund Krasowski (RS lub niezależny), Jan Kulas (RS), Jacek Kurski (LPR), Stanisław Łach (LPR), Władysława Łangowska (PO), Danuta Makowska (LPR), Mirosław Mironowicz (RS lub niezależny), Rafał Olszewski (PiS), Joanna Rudnik-Piotrowska (prawdopodobnie RS lub niezależna), Andrzej Sapiński (PO), Piotr Soyka (RS), Mieczysław Struk (PO), Brunon Synak (PO), Jan Zarębski (RS), Jarosław Zieliński (RS)

W 2001 z klubu AWS wyodrębniły się kluby PO oraz Prawo i „Solidarność”, a klub AWS przekształcił się w klub RS AWS (w 2002 partia RS AWS przemianowała się na RS; klub być może istniał do końca kadencji). Klub PO istniał do końca kadencji. Klub Pi„S” jeszcze w 2001 przestał istnieć, a jego byli radni związali się z PiS bądź LPR.
Wybrani z list Sojuszu Lewicy Demokratycznej:
- Halina Gesse, Jerzy Jaworski, Jerzy Jurgielewicz, Paweł Kasprzyk, Danuta Kledzik, Maciej Kobyliński, Krzysztof Konkol, Edward Krajczyński, Michał Kubach, Wanda Kustrzeba, Andrzej Lipka, Andrzej Szczepański, Jerzy Szczukowski, Andrzej Śnieg, Zbigniew Walczak, Henryk Wojciechowski

Wybrani z list Unii Wolności:
- Jan Dittrich, Robert Głębocki (Platforma Obywatelska1), Bogdan Lis, Jerzy Lisiecki, Brunon Sarnowski

1 Prawdopodobnie klub UW.
Wybrani z list Przymierza Społecznego (reprezentujący Polskie Stronnictwo Ludowe):
- Aleksander Gappa, Andrzej Stanuch

### II kadencja (2002–2006)
SLD-UP: 9 
     Samoobrona: 6 
     PSL: 1 
     POPiS: 14 
     LPR: 3 
Kluby radnych
- Platforma Obywatelska – 12 radnych:
  - Jacek Bendykowski, Jacek Głowacz, Andrzej Grzyb, Tadeusz Haase, Jan Kozłowski, Jan Kulas, Paweł Piechota, Marcin Pliński, Maciej Rusek, Mariusz Słomiński, Mieczysław Struk, Brunon Synak
- Sojusz Lewicy Demokratycznej – Unia Pracy – 7 radnych (wszyscy SLD):
  - Marzena Dobrowolska, Stanisław Gierszewski, Małgorzata Kamińska-Sobczyk, Danuta Kledzik, Michał Kubach, Jarosław Szczukowski, Andrzej Śnieg
- Prawo i Sprawiedliwość – 5 radnych:
  - Barbara Grabowska, Kazimierz Klawiter, Danuta Makowska, Piotr Stanke, Roman Wołoszyn
- Samoobrona Rzeczpospolitej Polskiej – 5 radnych:
  - Maria Błaszkowska, Tadeusz Kolor, Maria Labuda, Franciszek Marszk, Mieczysław Meyer
- Niezrzeszeni – 4 radnych:
  - Lesław Grabarczyk (Liga Polskich Rodzin)
  - Paweł Kasprzyk (Socjaldemokracja Polska)
  - Tomasz Maszynowski (niezależny, poprzednio UP)
  - Krzysztof Sławski (Polskie Stronnictwo Ludowe)

### III kadencja (2006–2010)
LiD: 1 
     Samoobrona: 3 
     PSL: 2 
     PO: 18 
     PiS: 9 
Prezydium
- Przewodniczący: Brunon Synak
  - Wiceprzewodniczący: Waldemar Bonkowski
  - Wiceprzewodniczący: Jan Kleinszmidt
  - Wiceprzewodniczący: Hanna Zych-Cisoń

Kluby radnych
- Platforma Obywatelska – 18 radnych:
  - Jacek Bendykowski, Marek Biernacki, Leszek Bonna, Wiesław Byczkowski, Leszek Czarnobaj, Grzegorz Grzelak, Tadeusz Haase, Jan Kleinszmidt, Maria Kuczyńska, Dariusz Męczykowski, Halina Piekarek-Jankowska, Teresa Skolimowska, Mariusz Słomiński, Mieczysław Struk, Brunon Synak, Barbara Szlabowska, Hanna Zych-Cisoń, Lech Żurek
- Prawo i Sprawiedliwość – 9 radnych:
  - Jerzy Barzowski, Waldemar Bonkowski, Patryk Demski, Anna Gwiazda, Jan Klawiter, Lucjan Nowakowski, Katarzyna Stanulewicz, Adam Śliwicki, Piotr Zwara
- Niezrzeszeni – 6 radnych:
  - Polskie Stronnictwo Ludowe – Mirosław Batruch, Stanisław Tomczyk
  - Sojusz Lewicy Demokratycznej – Piotr Gontarek, Maria Labuda
  - Barbara Błaszkowska (Krajowa Partia Emerytów i Rencistów)
  - Edward Wiśniewski (niezależny, poprzednio Samoobrona Rzeczpospolitej Polskiej i związany z PiS)

### IV kadencja (2010–2014)
SLD: 3 
     PSL: 3 
     PO: 19 
     KWS: 1 
     PiS: 7 
Prezydium
- Przewodniczący: Jan Kleinszmidt
  - Wiceprzewodniczący: Marek Biernacki
  - Wiceprzewodniczący: Dariusz Męczykowski
  - Wiceprzewodniczący: Adam Śliwicki

Kluby radnych
- Platforma Obywatelska i Polskie Stronnictwo Ludowe – 21 radnych:
  - PO – Andrzej Bartnicki, Jacek Bendykowski, Marek Biernacki, Leszek Bonna, Wiesław Byczkowski, Grzegorz Grzelak, Jan Kleinszmidt, Maria Kuczyńska, Jolanta Leszczyńska, Bożenna Lisowska, Dariusz Męczykowski, Zenon Odya, Danuta Rek, Leszek Sarnowski, Mieczysław Struk, Jolanta Synak, Karolina Szczygieł, Ryszard Świlski, Hanna Zych-Cisoń
  - PSL – Mirosław Batruch, Hubert Lewna
- Prawo i Sprawiedliwość – 5 radnych:
  - Jerzy Barzowski, Anna Gwiazda, Przemysław Marchlewicz, Marian Szajna, Adam Śliwicki
- Niezrzeszeni – 7 radnych:
  - Sojusz Lewicy Demokratycznej – Mariusz Falkowski, Piotr Gontarek, Małgorzata Ostrowska
  - Ryszard Jędrzejczak (Solidarna Polska)
  - Sylwester Pruś (Kongres Nowej Prawicy)
  - Piotr Zwara (Polska Razem)
  - Lech Żurek (Krajowa Wspólnota Samorządowa)

### V kadencja (2014–2018)
PO: 17 
     PSL: 7 
     PiS: 9 
Prezydium
- Przewodniczący: Jan Kleinszmidt
  - Wiceprzewodniczący: Grzegorz Grzelak
  - Wiceprzewodniczący: Józef Sarnowski
  - Wiceprzewodnicząca: Hanna Zych-Cisoń

Kluby radnych
- Platforma Obywatelska – 17 radnych:
  - Andrzej Bartnicki, Jacek Bendykowski, Leszek Bonna, Wiesław Byczkowski, Grzegorz Grzelak, Jan Kleinszmidt, Dariusz Męczykowski, Dobrawa Morzyńska, Zenon Odya, Bartosz Piotrusiewicz, Andrzej Struk, Mieczysław Struk, Karolina Szczygieł, Ryszard Świlski, Piotr Widz, Alicja Zajączkowska, Hanna Zych-Cisoń
- Prawo i Sprawiedliwość – 9 radnych:
  - Jerzy Barzowski, Jarosław Bierecki, Roman Dambek, Anna Gwiazda, Mirosława Kaczyńska, Piotr Karczewski, Danuta Sikora, Piotr Zwara (Porozumienie), Arwid Żebrowski
- Polskie Stronnictwo Ludowe – 7 radnych:
  - Mirosław Batruch, Czesław Elzanowski, Janusz Kupcewicz, Hubert Lewna, Maria Pawłowska, Józef Sarnowski, Krzysztof Trawicki

### VI kadencja (2018–2024)
KO: 18 
     PSL: 2 
     PiS: 13 
Prezydium
- Przewodniczący: Jan Kleinszmidt
  - Wiceprzewodniczący: Grzegorz Grzelak
  - Wiceprzewodniczący: Piotr Karczewski
  - Wiceprzewodnicząca: Hanna Zych-Cisoń

Kluby radnych
- Koalicja Obywatelska – 19 radnych:
  - Platforma Obywatelska – Andrzej Bartnicki, Leszek Bonna, Kinga Borusewicz, Wiesław Byczkowski, Grzegorz Grzelak, Jan Kleinszmidt, Jerzy Kozdroń, Iwona Mielewczyk, Rafał Neumann, Zenon Odya, Danuta Rek, Andrzej Struk, Mieczysław Struk, Karolina Szczygieł, Hanna Zych-Cisoń
  - Nowoczesna – Agnieszka Kapała-Sokalska, Danuta Wawrowska
  - Sylwia Laskowska-Bobula, Józef Sarnowski
- Prawo i Sprawiedliwość – 10 radnych:
  - Jerzy Barzowski, Marta Cymańska, Roman Dambek, Karol Guzikiewicz, Mirosława Kaczyńska, Piotr Karczewski, Kazimierz Klawiter, Aleksander Kozicki, Sylwia Leyk, Arwid Żebrowski
- Dla Pomorza – 3 radnych:
  - Koalicja Polska – Piotr Zwara
  - Samorządne Pomorze – Dariusz Męczykowski
  - Sebastian Irzykowski

### VII kadencja (2024–2029)
KO: 20 
     TD: 3 
     PiS: 10 
Prezydium
- Przewodniczący: Jan Kleinszmidt
  - Wiceprzewodniczący: Piotr Karczewski
  - Wiceprzewodnicząca: Danuta Rek
  - Wiceprzewodniczący: Józef Sarnowski

Kluby radnych
- Koalicja Obywatelska – 20 radnych:
  - Platforma Obywatelska – Leszek Bonna, Kinga Borusewicz, Paulina Filipowicz, Beata Jankowska, Jan Kleinszmidt, Iwona Mielewczyk, Zenon Odya, Danuta Rek, Przemysław Ryś, Marcin Skwierawski, Stefan Skonieczny, Andrzej Struk, Mieczysław Struk, Piotr Widz, Piotr Wittbrodt
  - Wszystko dla Gdańska – Beata Dunajewska
  - Adam Bondarenko, Olga Haase, Beata Koniarska, Józef Sarnowski
- Prawo i Sprawiedliwość – 10 radnych:
  - Marta Cymańska, Sebastian Dadaczyński, Roman Dambek, Piotr Karczewski, Kazimierz Klawiter, Sylwia Leyk, Marta Müller-Gajek, Natalia Nitek-Płażyńska, Krzysztof Sławski, Arwid Żebrowski
- Trzecia Droga – 3 radnych:
  - Polskie Stronnictwo Ludowe – Jarosław Ścigała, Krzysztof Trawicki
  - Polska 2050 – Szymon Redlin

## Oficjalne wyniki wyborów do Sejmiku

### 1998[12]
|  | Komitet wyborczy             | Mandaty |
|  | ---------------------------- | ------- |
|  | Akcja Wyborcza Solidarność   | 27      |
|  | Sojusz Lewicy Demokratycznej | 16      |
|  | Unia Wolności                | 5       |
|  | Przymierze Społeczne         | 2       |
|  | Razem                        | 50      |

### 2002[13]
|  | Komitet wyborczy                               | Mandaty |
|  | ---------------------------------------------- | ------- |
|  | Platforma Obywatelska – Prawo i Sprawiedliwość | 14      |
|  | Sojusz Lewicy Demokratycznej – Unia Pracy      | 9       |
|  | Samoobrona Rzeczpospolitej Polskiej            | 6       |
|  | Liga Polskich Rodzin                           | 3       |
|  | Polskie Stronnictwo Ludowe                     | 1       |
|  | Razem                                          | 33      |

### 2006[14]
|  | Komitet wyborczy                    | Mandaty |
|  | ----------------------------------- | ------- |
|  | Platforma Obywatelska               | 18      |
|  | Prawo i Sprawiedliwość              | 9       |
|  | Samoobrona Rzeczpospolitej Polskiej | 3       |
|  | Polskie Stronnictwo Ludowe          | 2       |
|  | Lewica i Demokraci                  | 1       |
|  | Razem                               | 33      |

### 2010[15]
|  | Komitet wyborczy              | Mandaty |
|  | ----------------------------- | ------- |
|  | Platforma Obywatelska         | 19      |
|  | Prawo i Sprawiedliwość        | 7       |
|  | Sojusz Lewicy Demokratycznej  | 3       |
|  | Polskie Stronnictwo Ludowe    | 3       |
|  | Krajowa Wspólnota Samorządowa | 1       |
|  | Razem                         | 33      |

### 2014[16]
|  | Komitet wyborczy           | Mandaty |
|  | -------------------------- | ------- |
|  | Platforma Obywatelska      | 17      |
|  | Prawo i Sprawiedliwość     | 9       |
|  | Polskie Stronnictwo Ludowe | 7       |
|  | Razem                      | 33      |

### 2018[17]
|  | Komitet wyborczy           | Mandaty |
|  | -------------------------- | ------- |
|  | Koalicja Obywatelska       | 18      |
|  | Prawo i Sprawiedliwość     | 13      |
|  | Polskie Stronnictwo Ludowe | 2       |
|  | Razem                      | 33      |

### 2024[18]
|  | Komitet wyborczy       | Mandaty |
|  | ---------------------- | ------- |
|  | Koalicja Obywatelska   | 20      |
|  | Prawo i Sprawiedliwość | 10      |
|  | Trzecia Droga          | 3       |
|  | Razem                  | 33      |